# Triarii

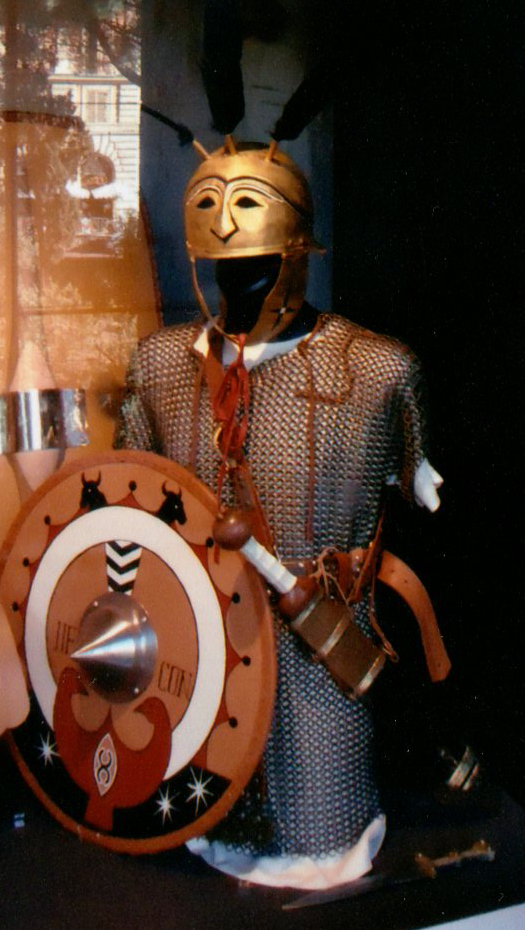
Triariusharnas, tentoonstelling in het Colosseum, Rome. De soldaten hadden echter geen uniform, waardoor het harnas van de triarii onderling erg kon verschillen.

De triarii waren soldaten die vochten voor, en tijdens de bloeiperiode van, de Romeinse Republiek. Zij waren veteranen die moesten vechten in de acies triplex (drievoudige linie). Het Romeinse legioen in slagorde bestond uit drie linies: de hastati vooraan, dan de principes en achteraan de triarii. De triarii waren verdeeld in manipels. In vergelijking met de hastati en principes zaten er maar half zoveel triarii in een legioen. De 600 triarii waren onderverdeeld in 5 manipels van 120 man, die weer waren onderverdeeld in twee centuries van 60 man.
De triarii hadden altijd een lans (hasta) als primaire wapen. De hastati   hadden ook een hasta als belangrijkste wapen. De principes gebruikten ook gladii, naast hun hastae. 
Er is een Latijns gezegde dat luidt: res ad triarios rediit (= De zaak is teruggekomen tot de triarii), wat betekende dat er sprake is van een crisissituatie. Slechts in geval van nood werd er een beroep gedaan op de slaglinie van de triarii en dit alleen om de hastati en de principes een mogelijkheid te bieden zich te herformeren achter de triarii.
Enkel de triarii hadden een juiste naam volgens hun functie. Triarii betekent letterlijk zij van de derde linie. De triarii waren degenen die helemaal achteraan waren opgesteld. 